# آل الأسد (يافع)

تعديل مصدري - تعديل

آل الأسد هي إحدى قرى عزلة لبعوس بمديرية يافع التابعة لمحافظة لحج، بلغ تعداد سكانها 229 نسمة حسب تعداد اليمن لعام 2004.